# Piazza dei Mirti
Die Piazza dei Mirti ist ein Platz östlich vom Zentrum Roms.
Die Piazza liegt im Stadtteil Prenestino-Centocelle (Q. XIX.) zwischen der Via dei Platani und der Via dei Castani.
An der Piazza dei Mirti sind ein Anschluss an die Straßenbahn Rom und die Metropolitana di Roma (Linie C) vorhanden.